# Ata Meken
Ata Meken ("Fäderneslandet") är ett socialistiskt parti i Kirgizistan, registrerat hos valmyndigheterna den 16 december 1992.
Partiet grundades av Omurbek Tekebajev och andra avhoppare från det konservativa partiet Erkin Kirgizistan. Partiprogrammet förespråkar politiska och ekonomiska reformer och social utjämning. 
Partiet lanserade sin egen partiledare Tekebajev som presidentkandidat i valet 2000. Han kom tvåa i valet, med 14 % av rösterna. Inför parlamentsvalet 2005 gick partiet med i valalliansen För rättvisa val och erövrade ett mandat i första valomgången. Tekebajev blev talman i landets parlament i mars 2005, en post han innehade till och med februari 2006.
I valet den 16 december 2007 blev Ata Meken landets näst största parti, med cirka 10 % av rösterna. 
Partiet tog 18 mandat i parlamentet i 2010 och 11 mandat i 2015 års val, men i valet 2020 (ogiltigförklarat) och det efterföljande nyvalet 2021 fick partiet inga mandat i parlamentet.